# James Foley (novinář)
James Wright Foley (18. října 1973 Evanston, USA – asi 19. srpna 2014, Sýrie) byl americký novinář a videoreportér. V roce 2011 byl zajat v Libyi silami loajálními Muammaru Kaddáfímu a zadržován po 44 dní.
Dne 22. listopadu 2012, když pracoval jako válečný zpravodaj během syrské občanské války, byl na severozápadě Sýrie unesen. V srpnu 2014 byl popraven stětím údajně v reakci na americké nálety v Iráku. Stal se tak prvním americkým občanem popraveným Islámským státem.

## Život
Foley se narodil v Evanstonu v Illinois, jako nejstarší z pěti dětí. Vyrůstal ve Wolfeboro v New Hampshire. Byl vychován jako katolík.  V roce 1996 promoval na Marquette University, kde získal bakalářský titul v oboru historie a španělština, následovaný magisterským titulem v kreativním psaní na University of Massachusetts Amherst v roce 2002 a žurnalistice  na Northwestern University v roce 2008.

## Kariéra
Foley nejprve pracoval jako učitel v Arizoně. V roce 1999 se rozhodl pokračovat v magisterském studiu tvůrčího psaní na University of Massachusetts Amherst. Po dokončení MFA v roce 2003 se vrátil na rok do Phoenixu, následujícího roku se přestěhoval do Chicaga a vyučoval psaní mladé zločince v Cook County Boot Camp. V roce 2007 se zapsal na Northwestern's Medill School of Journalism.
Od roku 2008 Foley pracoval v rozvojových projektech financovaných USAID v Bagdádu. Pomáhal organizovat konference a semináře v programu obnovy irácké státní služby, ochromené desetiletími izolace a autokratické správy. V Iráku se také stal novinářem u americké 101. výsadkové divize. V roce 2009 pracoval jako novinář v Afghánistánu.
V roce 2010 opustil Irák a požádal jako novinář o přidružení k vojenským jednotkám v Afghánistánu. V lednu 2011 zde pracoval jako reportér pro vojenské noviny Stars and Stripes. O dva měsíce později byl odvolán poté, co byl zadržen americkou vojenskou policií pro podezření z držení a užívání marihuany. Dne 3. března 2011 přiznal, že u sebe marihuanu měl a svou práci opustil. Ještě v roce 2011 pracoval pro bostonský GlobalPost a odjel do Libye, aby informoval o povstání proti Muammaru Kaddáfímu a spojil se s povstaleckými bojovníky.

## Zadržení v Libyi
Podle zpráv médií byli ráno 5. dubna 2011 Foley, jeho americká kolegyně Clare Morgana Gillis a španělský fotograf Manu Brabo napadeni a zajati poblíž libyjské Brigy silami loajálními Kaddáfímu; fotoreportér Anton Hammerl byl zabit.
Foley byl propuštěn z vězení o 44 dní později. Odjel do Milwaukee, aby místním lidem poděkoval za modlitby za jeho bezpečný návrat. Napsal také článek do Marquette Magazine o tom, jak mu modlitby růžence pomohly zvládat zajetí. Poté se ale vrátil do Libye a 20. října 2011 byl s korespondentkou GlobalPost Tracey Shelton na místě dopadení Muammara Kaddáfího.

## Únos v Sýrii
Během syrské občanské války Foley pokračoval v práci na volné noze pro GlobalPost, mj. také pro AFP. Dne 22. listopadu 2012 byl na severozápadě Sýrie unesen organizovaným gangem. Zdroje blízké rodině uvedly, že podle nich Foleyho unesla milice Šabíha, věrná prezidentovi Bašáru al-Asadovi. 
Během vyjednávání od listopadu do prosince 2013 únosci požadovali od Foleyho rodiny, jeho zaměstnavatele GlobalPost a USA výkupné ve výši 100 milionů EUR. Generální ředitel GlobalPost Philip Balboni uvedl, že společnost utratila miliony, aby přivedla Foleyho domů. Najala také mezinárodní bezpečnostní firmu Kroll Inc. Během zajetí byl Foley mnohokrát přemístěn.
V červnu 2014 ISIS propustil dánského fotožurnalistu Daniela Rye Ottosena. Ten zavolal Foleyově rodině, aby jí vyřídil nazpaměť naučenou zprávu, které se říká Foleyho poslední dopis. Foley se v něm obrátil na členy své rodiny a popsal zajetí v cele se 17 dalšími rukojmími, kteří si krátili čas improvizovanými strategickými hrami a přednáškami. Krátce po Foleyho smrti rodina zveřejnila dopis na své facebookové stránce.
V červenci 2014 dal americký prezident Barack Obama souhlas k mohutné záchranné operaci s využitím speciálních jednotek americké armády poté, co od amerických zpravodajských služeb dostal informaci, že rukojmí jsou zřejmě drženi na konkrétním místě v Sýrii. Mise však selhala, protože rukojmí byli přesunuti. Operace byla odtajněna až po Foleyho smrti. Šlo o první potvrzené působení amerických pozemních jednotek v Sýrii během občanské války.
Dne 12. srpna 2014 ISIS poslal Foleyovým rodičům e-mail, že americká vláda – na rozdíl od jiných vlád – odmítla zaplatit výkupné nebo vyjednat výměnu vězňů, a že Foleyho zabijí. Kvůli jeho národnosti ho věznitelé během zajetí podrobovali pravidelnému mučení a předstíraným popravám. John Foley, otec Jamese, uvedl, že si neuvědomoval, jak brutální jeho věznitelé byli. I po obdržení e-mailu doufal, že propuštění syna lze ještě vyjednat. Rodina se údajně připravovala, že poruší americké zákony nabídkou výkupného. 

## Smrt
Foleyho místo pobytu bylo neznámé do 19. srpna 2014, kdy ISIS nahrál na YouTube video s názvem „A Message to America“. Video začalo Obamovým oznámením o prvních amerických náletech proti ISIL v Iráku. Pak přešlo na Foleyho, který klečel v poušti vedle maskovaného černě oděného teroristy z ISIL a četl dlouhý vzkaz vyjadřující lítost. Terorista poté odsoudil americké nálety a pohrozil, že jakákoli agrese ze strany Ameriky „bude mít za následek krveprolití vašich lidí“.
Poté byl Foley sťat. Jeho vrah poté uvedl, že ISIL drží dalšího amerického novináře, přispěvatele časopisu Time Stevena Sotloffa, a že bude zavražděn, pokud prezident Obama nedokáže zastavit letecké útoky proti ISIL. Video stětí Sotloffa bylo zveřejněno 2. září 2014.
Video, zachycující smrt Foleyho, bylo natočeno na neznámém pouštním místě, zřejmě v kopcích jižně od města Rakka.  Foleyho ostatky se rodině nikdy nepodařilo získat.
Muži, který ho zabil, se přezdívalo džihádista John (později vyšlo najevo, že šlo o Mohammeda Emwaziho). Byl zabit při cíleném náletu dronu v Rakka v listopadu 2015.